# Phare de Sumburgh Head
Le phare de Sumburgh Head (en vieux norrois : Dunrøstar høfdi) est un phare situé au bout du cap nommé Sumburgh Head, à l'extrême nord du Mainland, l'une des îles de l'archipel des Shetland au nord des Orcades en Écosse.
Ce phare est géré par le Northern Lighthouse Board (NLB) à Édimbourg, l'organisation de l'aide maritime des côtes de l'Écosse.
Il est protégé en tant que monument classé du Royaume-Uni de catégorie A.

## Le phare
Le phare a été construit par l'ingénieur civil écossais Robert Stevenson en 1821. La lumière a été automatisée en 1991. C'est une tour ronde en maçonnerie, avec galerie et lanterne, peinte en blanc et la lanterne est noire. Le phare est attenant aux maisons d'un étage des gardiens et à d'autres constructions, entouré par un mur en pierre. Il s'agit du phare le plus ancien des Shetland. Une corne de brume installée en 1906 a fonctionné jusqu'en 1987.
Les maisons des gardiens ont été transformées en logements de vacances. La station du phare comporte aussi des bureaux de la Royal Society for the Protection of Birds (RSPB) qui gère la réserve d'oiseaux qui entoure le phare, Sumburgh Head Nature Reserve. La station est sous l'autorité du Shetland Amenity Trust (en) et le phare sous celle du NLB.
La lanterne de l'ancien phare de Muckle Roe a été transférée sur le site pour servir du kiosque d'entrée pour la station. La princesse Anne a ouvert la station reconstituée lors des cérémonies de juin 2014. En février 2015 la corne de brume restaurée a résonné pour la première fois depuis 1987. Le site est accessible par route et visitable quotidiennement de mai à août, et le phare est ouvert pour des visites guidées le vendredi.
Identifiant : ARLHS : SCO-232 - Amirauté : A3766 - NGA : 3320.

### Lien connexe
- Liste des phares en Écosse